# تونل استقلال
تونل استقلال یا تونل انزاب (تاجیکی: Нақби Истиқлол) تونلی است در تاجیکستان به طول پنج کیلومتر که در سال ۲۰۰۶ توسط شرکت ایرانی سابیر ساخته شد. این تونل در بزرگراه ام۳۴ قرار دارد و پایتخت کشور، دوشنبه، را به دومین شهر بزرگ کشور، خجند، متصل می‌کند. با ساخت این تونل نه تنها فاصله میان این دو شهر ۴ ساعت کاهش یافت، بلکه نیاز به گذر از ازبکستان نیز از بین رفت.
تونل استقلال در حدود ۷۰ کیلومتری شمال دوشنبه قرار گرفته و ارتباط زمینی شمال و جنوب کشور تاجیکستان را تأمین می‌کند. این تونل شامل دو تونل موازی است که یکی به عنوان تونل اصلی با کاربری تردد وسایل نقلیه عمومی و دیگری به عنوان تونل تهویه و زهکش تونل اصلی در نظر گرفته شده‌است. مجموع تونل این دو تونل به حدود ۱۱ کیلومتر می‌رسد. هزینه ساخت این تونل ۳۹ میلیون دلار برآورد شده‌است.

## تاریخچه
طراحی تونل پیونددهنده شمال و جنوب تاجیکستان برای نخستین بار در سال ۱۹۸۳ در زمان اتحاد شوروی انجام و ساخت آن در سال ۱۹۸۸ آغاز شد که با فروپاشی شوروی متوقف گردید. ساخت این تونل در سال ۱۹۹۹ توسط پیمانکاران تاجیک از سر گرفته شد؛ اما به دلیل مشکلات پروژه تا سال ۲۰۰۳ کمتر از یک کیلومتر از تونل حفاری شد.
در سال ۲۰۰۴ این پروژه به شرکت ایرانی «سابیر» سپرده شد. این شرکت در دو سال حدود ده کیلومتر باقیمانده نیز حفاری شد. این تونل سرانجام در ۲۶ ژوئیه ۲۰۰۶ با حضور محمود احمدی‌نژاد و امام‌علی رحمان، رئیس‌جمهوران ایران و تاجیکستان، افتتاح شد.
این تونل در ژوئن ۲۰۱۵ برای تعمیرات بسته شد و پس از پایان مشکلات نشتی، بتن‌ریزی پایه و روشنایی دوباره در سپتامبر ۲۰۱۵ بازگشایی شد.

## اهمیت استراتژیک
ساخت این تونل به توانایی ازبکستان در توقف ترافیک میان دو شهر بزرگ تاجیکستان پایان داد. این دو کشور به دلایل مختلف دارای اختلافات طولانی‌مدت دیپلماتیک هستند. یاخت این پروژه آغاز ساخت سایر پروژه‌های مهم تعاونی مانند سد و نیروگاه سنگ‌توده ۲ بود. این تونل همچنین در مسیر ترانزیت دوشنبه به تاشکند، پایتخت ازبکستان، قرار گرفته‌است. تا پیش از ساخت آن ریزش بهمن در طول سال، به ویژه در زمستان‌ها، منجر به اختلال در این مسیر می‌شد.
گفته می‌شود که این تونل ایران را از طریق هرات، مزار شریف و شیرخان‌بندر در غرب و شمال افغانستان به تاجیکستان و از آن جا به چین متصل می‌کند. این راه جاده ابریشم جدید نام گرفته‌است.